# 程潜
程 潜（てい せん）は中華民国・中華人民共和国の軍人、政治家。湖南軍（湘軍）の軍指揮官の1人で、後に中国国民党（国民政府、国民革命軍）の将軍となる。中華人民共和国でも、政治家として活動している。字は頌雲。

## 事績

### 日本留学と辛亥革命
16歳で秀才となり、翌年長沙城南書院で学ぶ。1900年（光緒26年）、岳麓書院の正課生となった。しかし軍人の道に転じ、1903年（光緒29年）、湖南武備学堂に入学する。
翌1904年（光緒30年）、日本に留学して東京振武学校に入学する。このとき、黄興、宋教仁、李根源、李烈鈞らと知り合い、12月に革命同志会に加入した。翌年8月、孫文（孫中山）と対面し、中国同盟会に加入している。1906年（光緒32年）、東京振武学校を卒業して姫路の砲兵連隊で1年実習を積む。翌1907年（光緒33年）、陸軍士官学校第6期砲兵科に入学し、李烈鈞、唐継尭が同学となった。
卒業後の1909年（宣統元年）2月に帰国し、四川省で朱慶瀾率いる第33混成協で参謀に任ぜられ、新軍の編制・訓練事務に携わった。翌年冬、四川陸軍（新建陸軍）第17鎮が成立すると、朱が統制となり、程は正参謀官に任ぜられた。
1911年（宣統3年）10月、辛亥革命が勃発した際には、程潜は偶然にも父の喪で故郷に戻っていた。そして程は直ちに漢口に向かい、黄興の指揮下で漢陽の戦いに参加した。後に湖南省に戻り、湖南都督府参謀部長に任ぜられている。中華民国成立後の1912年（民国元年）、湖南省都督府軍事司司長、1913年（民国2年）3月、湖南省軍事庁長に任命された。しかし同年7月の二次革命（第二革命）に参加して敗北し、日本に亡命した。このとき、程は早稲田大学で政治経済学を学び、李根源・李烈鈞らと欧事研究会を組織して、その幹事となっている。

### 孫文配下として
1915年（民国4年）12月、護国戦争が勃発すると程潜は帰国して昆明に向かい、護国軍湖南招撫使に任ぜられた。翌年4月には、湖南へ進軍して護国軍湘軍（湖南軍）総司令に任ぜられた。そして袁世凱に味方していた湖南督軍湯薌銘を撃破し、7月には長沙に入城している。しかし袁死後の北京政府は、後任の湖南督軍に譚延闓を任命したため、程は憤慨して上海に去ってしまった。
1917年（民国6年）8月、孫文が護法運動を開始すると、程潜は孫の命を受けて湖南省辺境に赴く。9月18日、衡陽・永州を拠点に湖南護法軍総司令として蜂起した。まもなく北京政府が援湘軍を派遣してきたが、劣勢にもかかわらず程は善戦し、11月には一時長沙を攻略している。しかしやはり兵力差は覆せず、次第に省辺境の郴州に追い込まれ、1919年（民国8年）6月、上海へ逃れた。
1920年（民国9年）12月、孫文が広州で軍政府を再組織すると、程潜は陸軍次長に任命され、部務を代理した。翌年10月には、桂林で大本営陸軍部次長（代理総長）となる。1922年（民国11年）6月、陳炯明がクーデターを起こすと、程潜は千人余りの軍勢を率いてこれに反撃し、孫から討逆軍総司令に任じられた。その翌年2月には大本営軍政部長に任ぜられ、東江討逆総指揮も兼ねて陳討伐に従事した。この年に広州で大本営陸軍講武学校が創設され、程が校長に任命された。

### 北伐と1927年南京事件

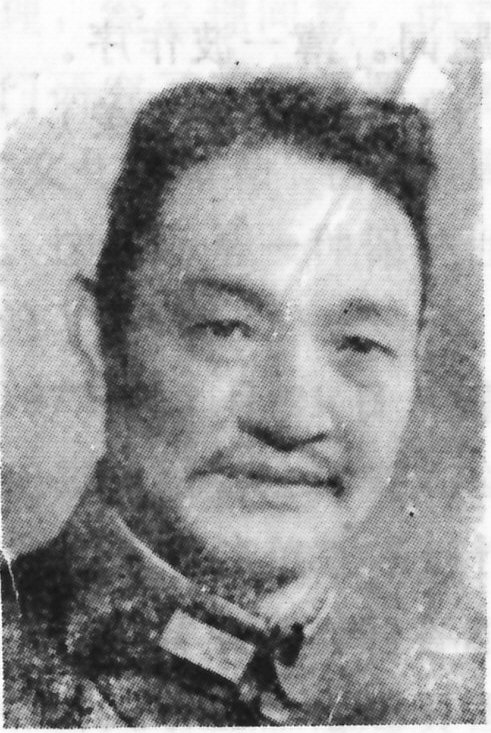
程潜別影

孫文死後の1925年（民国14年）6月、程潜は反乱を起こした劉震寰・楊希閔を鎮圧する。7月、大本営が改組されて国民政府が成立すると、程は16人の国民政府委員の1人に選任された。9月には陳炯明の討伐に赴き、11月、これを完全に掃討している。
翌1926年（民国15年）1月、中国国民党第2回全国代表大会で中央執行委員に当選し、まもなく国民革命軍第6軍軍長に任ぜられた。北伐が開始された9月初めに、程潜は中路総指揮に任ぜられる。程は江西省で孫伝芳軍を撃破し、同月19日に南昌を占領した。孫軍の大反撃に遭い、いったんは後退を余儀なくされたが、11月、同僚の軍と協力して反撃に転じ、再び南昌を攻略して江西を平定している。
1927年（民国16年）1月、程は江右軍総指揮に任命され、南京へ進撃を開始し、3月24日までに南京を攻略して入城した。ところが、この時に程の軍は外国の領事館、教会、商店、住宅等を破壊・略奪してしまい、長江駐留中のイギリス・アメリカの軍艦も砲撃で反撃するという事態を引き起こしてしまう（1927年南京事件）。この事件は蔣介石の激怒を買い、程は事実上第6軍軍長から一時解任、失脚に追い込まれた。

### 唐生智討伐、失脚
同年4月の上海クーデター（四・一二政変）では、程潜は蔣介石の反共路線を支持し、第1集団軍第2軍総指揮に任ぜられた。同年10月、程は西征軍第4路総指揮に任命され、李宗仁の新広西派と協力して、反蔣クーデターを起こした湖南軍の唐生智を討伐している。11月、武漢を攻略した程は湘鄂臨時政務委員会主席に任命され、翌1928年（民国17年）2月、唐を撃破して長沙を占領した。
ところが同年5月、中央政治会議武漢分会主席となっていた李宗仁により、程潜は湖南の省政を壟断した等の罪に問われて各職から罷免された上に拘禁されてしまった。程が李の指導に従わず、税収の上納も拒否したことが原因とされる。半年後に程は釈放されたが復権はできず、上海に寓居することになった。1931年（民国20年）12月国民政府委員、国民党中央執行委員として復帰し、1935年（民国24年）12月には参謀総長と中央政治委員会委員に任ぜられた。翌年1月、二級陸軍上将の位を授与されている。

### 日中戦争、湖南起義
日中戦争（抗日戦争）勃発後の1937年（民国27年）10月25日、程潜は第1戦区司令長官に任命され、翌年2月には河南省政府主席も兼ねた。5月には蘭封会戦を指揮し、土肥原賢二率いる第14師団を包囲・攻撃している。11月、軍事委員会委員長天水行営主任に転じ、翌年5月、陸軍一級上将に昇進した。1940年（民国29年）5月、副参謀総長に任ぜられ、また戦地党政委員会副主任委員もつとめている。
日中戦争終結後の1945年（民国34年）12月、程潜は軍事委員会委員長武漢行営主任に任命された。1948年（民国37年）春、中華民国副総統選挙に参加したが、李宗仁に敗れた。その後、長沙綏靖公署主任兼湖南省政府主席となる。程はこの頃から、中国共産党から秘密裏に蜂起を働きかけられていく。翌1949年（民国38年）8月4日、程は後任の湖南省政府主席陳明仁と共に起義を宣言し、中国共産党側に転じた。

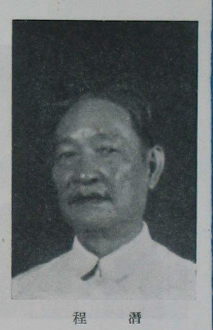
政治協商会議常務委員時代

中華人民共和国では、中央人民政府委員会委員、中南軍政委員会副主席、湖南省省長、中国人民政治協商会議全国委員会常務委員、国防委員会副主席、全国人民代表大会常務委員会副委員長、中国国民党革命委員会（民革）中央副主席などを歴任した。
1968年4月5日、北京市で死去。享年87（満86歳）。

## 注
1. ↑  ただし袁世凱死去（6月6日）直前の5月29日には、湯薌銘は湖南独立を宣言して反袁の旗幟を掲げていた。
2. ↑  徐友春主編『民国人物大辞典 増訂版』1986頁。
3. ↑  徐同上による。沈荊唐「程潜」34頁によると、陸軍総長に任ぜられたとしている。
4. ↑  劉寿林ほか編『民国職官年表』756頁は、1927年11月から1928年2月まで、「国民党新軍閥」の内部矛盾から、湘鄂臨時政務委員会主席が湖南省と湖北省の省政を担当することになったと記している。ただし、この時点でも湖北省政府主席には張知本が在任している（劉741頁）。また沈36頁は、1928年2月に程が湖南省政府主席に就任したとしているが、劉757頁によれば、この時に主席に就任したのは周斕としている。
5. ↑  郭卿友主編『中華民国時期軍政職官誌 上』944頁による。沈37頁は、1938年1月任命とする。
6. ↑  徐1986頁は、1939年2月とする。
7. ↑  翌年7月、国民政府主席武漢行轅主任に改組。